# Гляєвська
Гляєвська (рос. Гляевская) — присілок в Вілегодському районі Архангельської області Російської Федерації.
Населення становить 2 особи. Входить до складу муніципального утворення Вілегодський муніципальний округ.

## Історія
До 2020 року входихо до складу муніципального утворення Беляєвське муніципальне утворення.

## Населення
| 2002 | 2010 | 2012 |
| ---- | ---- | ---- |
| 4    | ↘2   | →2   |